# Leimeter Dóra
Leimeter Dóra (Budapest, 1996. május 8. –) olimpiai- és Európa-bajnoki bronzérmes, világbajnoki ezüstérmes magyar válogatott vízilabdázó.

## Sportpályafutása
Tízévesen, 2006-ban kezdett vízilabdázni Monoron, a Kölyök Póló Suli csapatában, Bata Kornél és Tóth Frank edzőkkel. A 2007/2008-as Budapest bajnokságban vett részt először hivatalos mérkőzésen.
2009-től kettős igazolással a Honvéd Polo csapatában kezdett a lányok között is játszani, és már ebben az évben a felnőtt OB1 csapatban is bemutatkozott. Utánpótlás éveiben a Honvéd Poloval gyermek korosztállyal 1 aranyérmet, serdülőben 2 arany- és 1 bronzérmet, ifiben egy bronzérmet szerzett. Ezekben az években Kovács Imre, Rottler Antal és Törőcsik Attila voltak az edzői.
Az U17 európa-bajnokság után, 2013-ban igazolt a BVSC-hez, ahol Petrovics Mátyás lett az edzője. Ifiben egy ezüst- és egy bronzérmet szerzett. Felnőtt OB1-ben 3 bronzérme és egy ezüstérme van, a női magyar kupában 3 ezüst- és 1 bronzérmet szerzett.
A 2013-as U17-es Eb-n ötödik volt. A 2014-es ifjúsági vb-n bronzérmet szerzett. A 2014-es junior Eb-n negyedik helyen végzett. A 2015-U20-as vb-n hetedik lett. 2014-ben mutatkozott be a felnőtt válogatottban. 2017-ben ezüstérmes volt az universiádén.
A 2018-as Európa-bajnokságon és a 2019-es világbajnokságon negyedik lett. A 2020-as Európa bajnokságon bronzérmes lett a csapattal. 
Tagja volt a 2021-re halasztott tokiói olimpián bronzérmet szerző válogatottnak.
2022 nyarán az FTC-be igazolt. Már az első szezonban megnyerték a Magyar Kupát, amivel történelmet írtak; ez a Fradi női csapatának első címe. A bajnokságot ugyanakkor nem sikerült megnyerni, a harmadik helyen végeztek.
Tagja volt a magyar női vízilabda-válogatott keretének a 2022-es, hazai rendezésű vizes világbajnokságon. Végül a torna döntőjében az amerikai válogatottól 9-7-re vereséget szenvedett az együttes, így ezüstérmet szereztek Bíró Attila vezetése alatt.
2023-ban hatodik helyen végzett a válogatottal a fukuokai világbajnokságon.
2024 januárban ötödik lett az eindhoveni Európa-bajnokságon, majd februárban ismét ezüstérmet szereztek a dohai világbajnokságon.

## Díjai
- Magyar Arany Érdemkereszt (2021)[9]